# مختار الكسباني
الدكتور مختار الكسبانى (1956 - 10 مارس 2025)، هو عالم آثار إسلامية مصري. عمل أستاذ الآثار الإسلامية بكلية الأثار جامعة القاهرة ومستشار أمين عام المجلس الأعلى للآثار السابق. وله عدة مؤلفات مثل : القاهرة التاريخية - قصر محمد علي في شبرا - العمارة المملوكية البحرية في مصر والشام. 

في عام 2010 تصدي لمحاولة أمين التنظيم بالحزب الوطني المنحل أحمد عز لاصدار قانون مصري يسمح بحرية تداول الآثار وتجارتها داخليًّا  ، كما طالب في أبريل 2010 بسحب ملف القدس من المغرب إلى دولة إسلامية أخرى. مما اثار ضجة دولية بسبب طلبه وتم رفضه رسميا.

## التاريخ الأكاديمي
حصل 1977 ليسانس كلية الآثار قسم الآثار الإسلامية والقبطية جامعة القاهرة وعين معيد بالكلية.
بتقدير جيد جداً. ثم في 1985 حصل علي درجة ماجستير في عمارة الآثار الإسلامية في (العمارة المملوكية جامع الأمير تمراز الأحمدى، دراسة أثرية ومعمارية) بتقدير ممتاز مع مرتبة الشرف الأولى. 1992 ثم حصل علي الدكتوراة في الآثار الإسلامية. (تطور نظم العمارة في أعمال محمد علي بمدينة القاهرة ، دراسة للقصور الملكية) بتقدير ممتاز مع مرتبة الشرف الأولى وعين عضو هيئة التدريس بكلية الآثار – قسم الآثار الإسلامية والقبطية – جامعة القاهرة.

## حياته العملية
- 2006 مستشار الأمين العام للمجلس الأعلى للآثار لشئون الآثار الإسلامية والقبطية.[9][10][11] واستقال في 2011 [12]
- عضو اللجان العلمية للآثار الإسلامية بالمجلس الأعلى للآثار.
- عضو لجان تطوير المتاحف والمواقع الأثرية بالمجلس الأعلى للآثار.[13]
- المشرف على مشروعات ترميم آثار القلعة.[14]
- رئيس لجنة إعداد سيناريو العرض بمتحف العملة (دار الضرب بالقلعة).
- عضو اللجنة العليا للمتاحف بالمجلس الأعلى للآثار .
- محاضر في الدورات التدريبية لأمناء المتاحف والمدارس العليا بالمجلس الأعلى للآثار.
- 2003 عضو اللجنة التحضيرية لمؤتمر الواحات.

## تصريحاته

### ازمة ملف القدس
في أبريل 2010 طالب الدكتور الكسباني بسحب ملف القدس من المغرب وتحويله الي أي دولة إسلامية أخرى. جاء هذا بناء على الأحداث الأخيرة التي قامت بها إسرائيل في القدس الشريف، من تدمير وضم للتراث الإسلامي وتحويل أسامي الشوارع لأسامي عبرية . بينما لا يوجد أي تحرك للمغرب يتوافق مع حجم ملف القدس مما اعتبره نوع من التقصير  مما اثار ضجة دولية واستنكرت المغرب تصريحاته  ، بعدها أعلن المجلس الاعلي للأثار علي لسان رئيسه زاهي حواس رفضه للتصريحات واعتبرها تصريحات شخصية وليست رسمية ممثلة عن المجلس .

### تأجير الأثار المصرية
وفي عام 2013 اثارت وسائل الاعلام المصرية خبر غير مؤكد عن عرض من دولة خليجية لحق انتفاع وإدارة الاثار المصرية بـ 200 مليار دولار. أعلن الدكتور الكسباني استنكاره ومعارضته لهذه الفكرة .

## أعماله
مشروع القاهرة التاريخية
- رئيس اللجنة الأثرية المعمارية بجهاز القاهرة التاريخية.[25][26]
- عضو لجنة المراجعة بالقاهرة التاريخية.[1]

المتحف القومى للحضارة المصرية
- عضو لجنة السيناريو بمتحف الحضارة.

## الإسهامات العلمية
- الإشراف على العديد من رسائل الماجستير والدكتوراة في جميع أقسام كلية الآثار بجامعة القاهرة وكلية الفنون الجميلة بجامعة حلوان.
- 2002 عضو اللجنة التحضيرية لمؤتمر اليونسكو[27] – إعلان القاهرة.
- 2000 – 2005 عضو لجنة الآثار بالمجلس الأعلى للثقافة.
- إعداد البرامج الثقافية (الثقافة الأثرية) للتليفزيون المصري والقنوات الفضائية.
- تحقيقات صحفية عن الآثار الإسلامية ومشروعات ترميم الآثار بالصحف المصرية والعربية.

## المؤلفات

### كتب[28]
- القاهرة التاريخية
- قصر محمد علي في شبرا
- العمارة المملوكية البحرية في مصر والشام

### المنشورات العلمية
- (كتاب العمارة المملوكية البحرية في مصر والشام) القاهرة 2005.
- (الواحات المصرية.. كتاب الزمن الذي لم يقرأ بعد..) بحث منشور بمجلة محيط الفنون – المجلس الأعلى للثقافة.
- (البيئة وآثارها في عمارة القصر وبلاط) المجلس الأعلى للثقافة.